# Rapaty (Gietrzwałd)
Rapaty (deutsch Rapatten) ist ein Dorf in der polnischen Woiwodschaft Ermland-Masuren. Es gehört zur Gmina Gietrzwałd (Landgemeinde Dietrichswalde) im Powiat Olsztyński (Kreis Allenstein).

## Geographische Lage
Rapaty liegt im Westen der Woiwodschaft Ermland-Masuren, zwölf Kilometer nordöstlich der ehemaligen Kreisstadt Osterode in Ostpreußen (polnisch Ostróda) bzw. 24 Kilometer südwestlich der heutigen Kreismetropole Olsztyn (deutsch Allenstein).

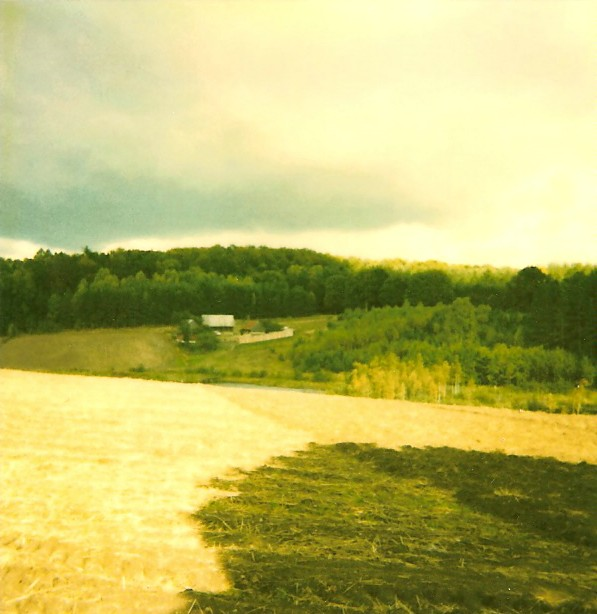

## Geschichte
Rapten wurde im Jahre 1352 gegründet und nach 1552 Rapotten, danach Rapatten genannt. Von 1874 bis 1945 war das Dorf in den Amtsbezirk Grasnitz (polnisch Grazymy) im Kreis Osterode in Ostpreußen eingegliedert.
Im Jahre 1910 waren in Rapatten 291 Einwohner gemeldet. Ihre Zahl belief sich 1933 auf 256 und 1939 auf 262.
In Kriegsfolge kam Rapatten mit dem gesamten südlichen Ostpreußen 1945 zu Polen. Das Dorf erhielt die polnische Namensform „Rapaty“ und ist heute eine Ortschaft im Verbund der Landgemeinde Gietrzwałd (Dietrichswalde) im Powiat Olsztyński (Kreis Allenstein), bis 1998 der Woiwodschaft Olsztyn, seither der Woiwodschaft Ermland-Masuren zugehörig.

## Kirche
Bis 1945 war Rapatten in die evangelische Kirche Langgut (polnisch Łęguty) in der Kirchenprovinz Ostpreußen der Kirche der Altpreußischen Union, außerdem in die römisch-katholische Kirche Osterode in Ostpreußen (polnisch Ostróda) eingepfarrt. Heute gehört Rapaty evangelischerseits auch zur Kirche Łęguty, einer Filialkirche von Ostróda in der Diözese Masuren der Evangelisch-Augsburgischen Kirche in Polen, sowie katholischerseits zur Pfarrei Biesal (Biessellen) im Erzbistum Ermland.

## Verkehr
Rapaty liegt an der verkehrsreichen Landesstraße 16 (ehemalige Reichsstraße 127), die in West-Ost-Richtung durch die gesamte Woiwodschaft Ermland-Masuren bis zur polnisch-litauischen Grenze verläuft. Vom Nachbarort Grazymy (Grasnitz) führt eine Nebenstraße in den Ort.
Die nächste Bahnstation ist Biesal (Biessellen). Sie liegt an der Bahnstrecke Posen–Toruń–Tschernjachowsk.

## Persönlichkeit
- Georg Gottschewski (1906–1975), deutscher Genetiker und Zoologe